# 源氏物語の類
源氏物語の類（げんじものがたりのるい）とは、源氏物語などの専門家である国文学者の稲賀敬二が平安時代末期から鎌倉時代ころまでにかけての源氏物語の受容の実態に関連して唱えた概念のことである。

## 概要
現在、源氏物語とは、桐壺から始まり夢浮橋で終わる全体で54帖から構成される物語であるとされており、それぞれの巻の順序も一定しており人によって異なるということはない。
1000年前後に成立したと見られる源氏物語が、成立した時点で全体で何巻から構成されていたのか等どのようなものであったのかを記録した文書は存在していない。しかし源氏物語が成立してからそれほどの時間が経過していない1020年ころの源氏物語の愛読者であった菅原孝標女は更級日記の記すところによれば「五十余巻」からなる夕顔と浮舟が描かれている源氏物語を読んでおり、宇治十帖までを含んだ54帖からなる現在一般に見られる源氏物語ほぼ同じものを読んでいたと考えられる。
しかしながら『伊勢物語』・『竹取物語』・『平中物語』・『うつほ物語』・『落窪物語』・『住吉物語』といった平安時代の物語の多くには「改作本」・「増補本」などが存在している。このような状況を前提にして阿部秋生は、「そもそも、当時の『物語』は、ひとりの作者が作り上げたものがそのまま後世に伝えられるというのはむしろ例外であり、ほとんどの場合は別人の手が加わった形のものが伝えられており、何らかの形で別人の手が加わって後世に伝わっていくのが物語にとって当たり前の姿である」ことに注意を払うべきであるとの見解を示している。
平安時代末期から鎌倉時代にかけての源氏物語に関連するさまざまな文献に含まれている記述を調べると、人によって、あるいは文献によってもさまざまに異なっているものの、現在見られるような54帖からなる確定した範囲と巻序を持つ巻だけから構成されるのではなく、
- 「紫式部の作ではない、またはそのような可能性のある巻」
- 「真正な源氏物語であるといえるかどうか疑問のある巻」
- 「真正な源氏物語との間に矛盾点を含む巻」
- 「人によっては源氏物語としては受け入れていない巻」

といった外伝的な巻々までを含めたより広い範囲の巻々を含んでいると見られることがしばしばあり、当時の人々にとって源氏物語とは、このようなものまでを含んだ存在であると考えられる。
稲賀敬二はこのような「外伝的な巻々までを含んだ形の源氏物語」を『源氏物語の類』と呼び、「そのような外伝的な巻々までを含んだ形での源氏物語の受容が当時としては一般的な源氏物語の受け取り方であった」としている。「○○の類」の呼称は源氏物語以上に巻名や巻序の異同の激しいうつほ物語について、枕草子の「物語は」の章段（能因本第195段）に「物語は、すみよし、うつぼの類」などとあることに着想を得たものである。藤村潔は、ほぼ同じ概念を「広本源氏物語」と名付けている。

## 『源氏物語の類』を確認できる資料
以下のようなさまざまな文献において「源氏物語の類」を確認することが出来る。
- 『風葉和歌集』
物語の中にある和歌を集めた歌集の一つであるが、「源氏物語に含まれる」とされている和歌の中に現行の54帖に含まれない、おそらく巣守関連の巻に含まれていたと見られる和歌4首を含んでいる
- 『源氏六十三首之歌』
源氏物語の巻名を和歌に詠み込んだ源氏物語巻名歌集の一つである。現行の54帖の巻名を全て含んだ上で巣守、花見、嵯峨野、狭筵、差櫛、山路の露を含んでいる。
- 『源氏物語古系図』
巣守三位など、巣守巻関連と思われる人物の記述を含んでいるものがいくつか存在する。
- 『源氏小鏡』ほかの梗概書
「薫が浮舟と再会した」など、現行の54帖に含まれない、例えば現在は後世の補作とされている『山路の露』などにしか見られない記述を含んでいるものがある。
- 源氏物語巻名目録
最も古い時期に書かれた源氏物語巻名目録として残っている白造紙内の「源シノモクロク」を始め、多くの巻名目録に現行の54帖以外の巻の巻名が含まれている。なお、白造紙の目録では現在の源氏物語には必ず含まれている宇治十帖について、「なき本もあり」とこれらが含まれていない本もあったとしている。
- 注釈書『源氏釈』
藤原伊行により源氏物語の注釈書としては最も早い時期に成立したものである。真木柱巻の次に「桜人巻」をとりあげ、13項目に亘って本文を挙げた後注釈を加えている。「異本紫明抄」では巻名を挙げずに源氏釈において桜人の本文とされるものを挙げて注釈が加えられている。
- 注釈書『奥入』
藤原定家による注釈書である。桐壺の後に「輝く日の宮」について「常に無し」としているが、わざわざこの巻名を取り上げた上で「常に無し」としているのはこの巻を含む形態を意識しての事ではないかとされている。

## 『源氏物語の類』に含まれる54帖以外の巻
山路の露を除いて本文が残っているものはなく、最初から存在していなかった可能性もあり、その実態は不明である。同じ名前の巻でも文献によって異なる説明の仕方をされることも多く、現存する54帖に含まれる巻の別名とされたりするものもある。
- 輝く日の宮
- 巣守（住守）※
- 桜人※
- 嵯峨野※
- 八橋※
- 法の師※夢浮橋の異名とされることもある。
- 狭筵（サムシロ）
- 差櫛※
- 雲雀子※
- 花見※
- 山路の露

※は室町時代に書かれた夢浮橋の続編である雲隠六帖の巻名（別名を含む）に採用されている。

## 『源氏物語の類』の受容
この、『源氏物語の類』という概念に対して常磐井和子は、
- 現行の54帖以外の巻について言及している文献は、確かにそれなりの数は存在するものの、源氏物語に関連して数多く存在する文献全体の中ではあくまで少数派である。
- 現行の54帖以外の巻に言及している源氏物語の巻名目録では、そのほぼ全ては現行の54帖以外の巻について、通常の最終巻である夢浮橋の後に別枠で掲げており、かつ以下のような形で現存する54帖とは何らかの点で異質な、あるいは問題を含んだ巻であるとの認識を示している。
  - 「後人（あるいは清少納言・赤染衛門といった紫式部ではない人物）の作り添えた巻」
  - 「流布本に無し」
  - 「巻に数えず」
  - 「54帖のほかの巻」

といった点に注目するべきであり、そのような状況を考えると『源氏物語の類』という考え方が存在した時期でも現在と同じように「桐壺から夢浮橋までの54帖のみを源氏物語であるとする立場」がむしろ一般的だったのでは無いかとしている。
また源氏物語の受容についての『源氏物語の類』という考え方が存在した時期でも現在と同じような「桐壺から夢浮橋までの54帖のみを源氏物語であるとする立場」とがある程度の期間平行して存在していたと考えられている。

## 『源氏物語の類』から『54帖の源氏物語』へ
いつ頃いかなる経緯で『源氏物語の類』という源氏物語の受容形態が消滅し、現在の54帖だけからなる確定した範囲を持つ源氏物語だけに一本化されていったのかを明確に示す文献は一切残されていない。しかしながら鎌倉時代初期に行われた本文整定作業の結果生み出され、鎌倉時代後期以降に有力となった源氏物語の本文である青表紙本や河内本は、いずれも出来上がった当初から54帖のみから構成されていたと見られるため、この本文整定作業とその結果生み出された青表紙本や河内本の普及が「54帖だけからなる確定した範囲を持つ源氏物語」の形成に大きな役割を果たしたのではないかと考えられている。

## その他の源氏物語の類
古書籍を取り扱う業者の間では
- 源氏物語そのものの古写本や古版本
- 源氏物語の古注釈の古写本や古版本
- 源氏物語の古系図や梗概書の古写本や古版本

といった源氏物語に関連するさまざまな書物の総称を『源氏物語の類』と呼ぶことがある。